# Science Reports of Kanazawa University
Science Reports of Kanazawa University (abreviado Sci. Rep. Kanazawa Univ.) es una revista ilustrada con descripciones botánicas que es editada por la Universidad de Kanazawa. 